# Romolo Lazzaretti
Romolo Lazzaretti (Arcidosso, 17 novembre 1896 – 9 giugno 1979) è stato un ciclista su strada italiano.
Professionista tra il 1922 e il 1926, si distinse come passista veloce. Fu poi costruttore di biciclette.

## Carriera
Nel 1922 concluse il Giro d'Italia al nono posto. Ottenne due vittorie da professionista nel 1924, vincendo una tappa al Giro d'Italia e la Corsa del XX Settembre.

## Dopo il ritiro
Dopo il ritiro dalle corse fu attivo come costruttore di biciclette con il suo marchio "Lazzaretti" e rivenditore di telai in due negozi a Roma, nonché allenatore di numerosi ciclisti romani, umbri e campani attivi negli anni '30 quali Umberto Guarducci, Leonida Frascarelli, Armando Latini, Nello Taddei, Alessandro Luchetti e Pasquale Carbone. Mise anche in palio, tra gli anni '20 e '30 e con il supporto della S.S. Maccarese, una coppa ciclistica a suo nome, la Coppa Romolo Lazzaretti, vinta nel 1933 anche da un diciannovenne Gino Bartali.

## Palmarès
- 1924

10ª tappa Giro d'Italia (Bologna > Fiume)
Corsa del XX Settembre

## Piazzamenti

### Grandi Giri
- Giro d'Italia

1922: 9º
1923: 32º
1924: 18º
1926: 11º
- Tour de France

1925: ritirato (14ª tappa)

### Classiche monumento
- Milano-Sanremo

1925: 19º
- Giro di Lombardia

1922: 21º